# Andrej Gortjakov
Andrej Ivanovitj Gortjakov, född 1768, död 1855, var en rysk furste, bror till Aleksej Ivanovitj Gortjakov.
Gortjakov deltog som generalmajor i Aleksandr Suvorovs italienska fälttåg (1799) och utmärkte sig 1812-14 i slagen vid Smolensk, Borodino, Dresden och Leipzig. 1819 blev han general i infanteriet och tog 1828 avsked.